# Серов, Михаил Александрович
Михаил Александрович Серо́в (24 декабря 1904, Копорье, Санкт-Петербургская губерния — 18 ноября 1971, Ленинград) — майор Советской Армии, участник Великой Отечественной войны, Герой Советского Союза (1943).

## Биография
Михаил Серов родился 24 декабря 1904 года в селе Копорье (ныне — Ломоносовский район Ленинградской области). После окончания средней школы в Ленинграде работал на Монетном дворе. В 1927—1928 годах проходил службу в Рабоче-крестьянской Красной Армии. В июле 1941 года Серов повторно был призван в армию. С сентября того же года — на фронтах Великой Отечественной войны. В боях три раза был ранен. Окончил курсы младших лейтенантов.
К октябрю 1943 года гвардии капитан Михаил Серов командовал батальоном 282-го гвардейского стрелкового полка 92-й гвардейской стрелковой дивизии 37-й армии Степного фронта. Отличился во время битвы за Днепр. Батальон Серова в числе первых переправился через Днепр в районе села Келеберда Кременчугского района Полтавской области Украинской ССР и принял активное участие в боях за захват и удержание плацдарма на его западном берегу. В ходе последующих боёв плацдарм был успешно расширен, было освобождено село Дериевка Онуфриевского района Кировоградской области. 17 октября 1943 года во время боя за посёлок Лиховка Пятихатского района Днепропетровской области батальон Серова захватил важную высоту.
Указом Президиума Верховного Совета СССР от 20 декабря 1943 года за «умелое командование подразделением, мужество и героизм, проявленные при форсировании Днепра и расширении захваченного плацдарма», гвардии капитан Михаил Серов был удостоен высокого звания Героя Советского Союза с вручением ордена Ленина и медали «Золотая Звезда» за номером 3169.
В 1946 году в звании гвардии майора Серов был уволен в запас. Проживал и работал в Ленинграде. Умер 18 ноября 1971 года, похоронен на кладбище Памяти жертв 9-го января в Санкт-Петербурге.
Был также награждён орденами Красного Знамени, Кутузова 3-й степени, Отечественной войны 2-й степени, рядом медалей.